# Фроузън Скарс
„Фроузън Скарс“ (от англ. Frozen Scars, в превод: „Замръзнали белези“) е турска блек метъл и drone/ambient група, основана в Анкара през 2005 г.

## История
През 2004 г. бъдещата група се формира под името „Frozen“, а 1 г. по-късно се преименува на „Frozen Scars“. Отначало е блекметъл група, а по-късно преминава и към drone/ambient стила.

## Дискография
Full-length
- 2005 – „Ancient Slaves“
- 2007 – „Time“
- 2007 – „Silver Sound Forest“

Demo
- 2005 – „New World Order“
- 2007 – „Safak Ayini - Dark Light Between Heaven and Hell“
- 2007 – „Safak Ayini - Far Away“

EP
- 2005 – „The Seth With War“
- 2006 – „In the Embrace of Winter“
- 2007 – „Graveyard Industry“